# 271

## Evenimente
- Retragerea aureliană din Dacia.